# 第81屆奧斯卡金像獎
第81届奥斯卡颁奖典礼是美国电影艺术与科学学院旨在奖励2008年最优秀电影的一场晚会，于2009年2月22日PST下午17点30分（EST晚上20点30分）开始在美国加利福尼亚州洛杉矶好莱坞的杜比剧院举行，共计颁发了24座奥斯卡金像奖（又称学院奖）。男演员休·杰克曼首次担任主持人，颁奖典礼通过ABC在美国直播，吸引了北美地区近3700万观众收看。两个星期前的2月7日，謝茜嘉·比爾在比佛利山的威尔希尔丽晶酒店主持颁发了奥斯卡科技成果奖。
《贫民窟的百万富翁》赢得了包括最佳影片和导演在内的八项大奖，成为这个夜晚的最大赢家。其它获奖电影包括获奖三项的《本杰明·巴顿奇事》，获奖两项的《黑暗骑士》和《米尔克》，以及获奖一项的《入殓师》、《浮華一世情》、《回憶積木屋》、《走钢丝的人》、《朗读者》、《微笑的苹吉》、《玩具岛》、《午夜巴塞罗那》和《瓦力》。

## 获奖和提名
第81届奥斯卡金像奖提名名单於PST2009年1月22日早上5点38分（UTC下午13点38分）由学院主席西德尼·甘尼斯（Sidney Ganis）和男演员科力士·韋德加一起在比佛利山的塞缪尔·戈尔德温剧院公布。《本杰明·巴顿奇事》以多达13项提名领跑，是历史上第9部获得这么多项提名的电影，《贫民窟的百万富翁》则以10项提名紧随其后。
获奖名单在2009年2月22日举行的颁奖典礼上公布，《贫民窟的百万富翁》成为历史上第11部没有获得任何一项演员表演类奖项提名但却最终夺得最佳影片奖的电影。西恩·潘则成为了第9位获得第二座男主角奖的演员。获男配角奖的希斯·莱杰成为历史上第二位过世后获表演奖的演员，第一位是彼得·芬奇，他曾因《广播电视网》获第50届奥斯卡金像奖男主角奖，但他已于颁奖典礼举办前两个月（1977年1月）去世。学院在与莱杰远在澳大利亚的家人交流过后，决定由莱杰的女儿玛蒂尔达·罗斯·莱杰（Matilda Rose Ledger）保有这座小金人。但由于她尚年幼，所以必须要到2023年满18岁生日后才能获得其全部所有权。而在这以前，她的母亲，女演员蜜雪兒·威廉絲将负责保管奖座。莱杰的家人出席了颁奖典礼，他的双亲代替他上台领了奖。另外，动画长片《瓦力》获得了6项提名，追平了1991年的《美女与野兽》在第64届奥斯卡金像奖中创下的获提名最多的动画片纪录。

### 奖项
获奖影片在最上方用加粗字体显示：
| 最佳影片 | 导演 |
| --- | --- |

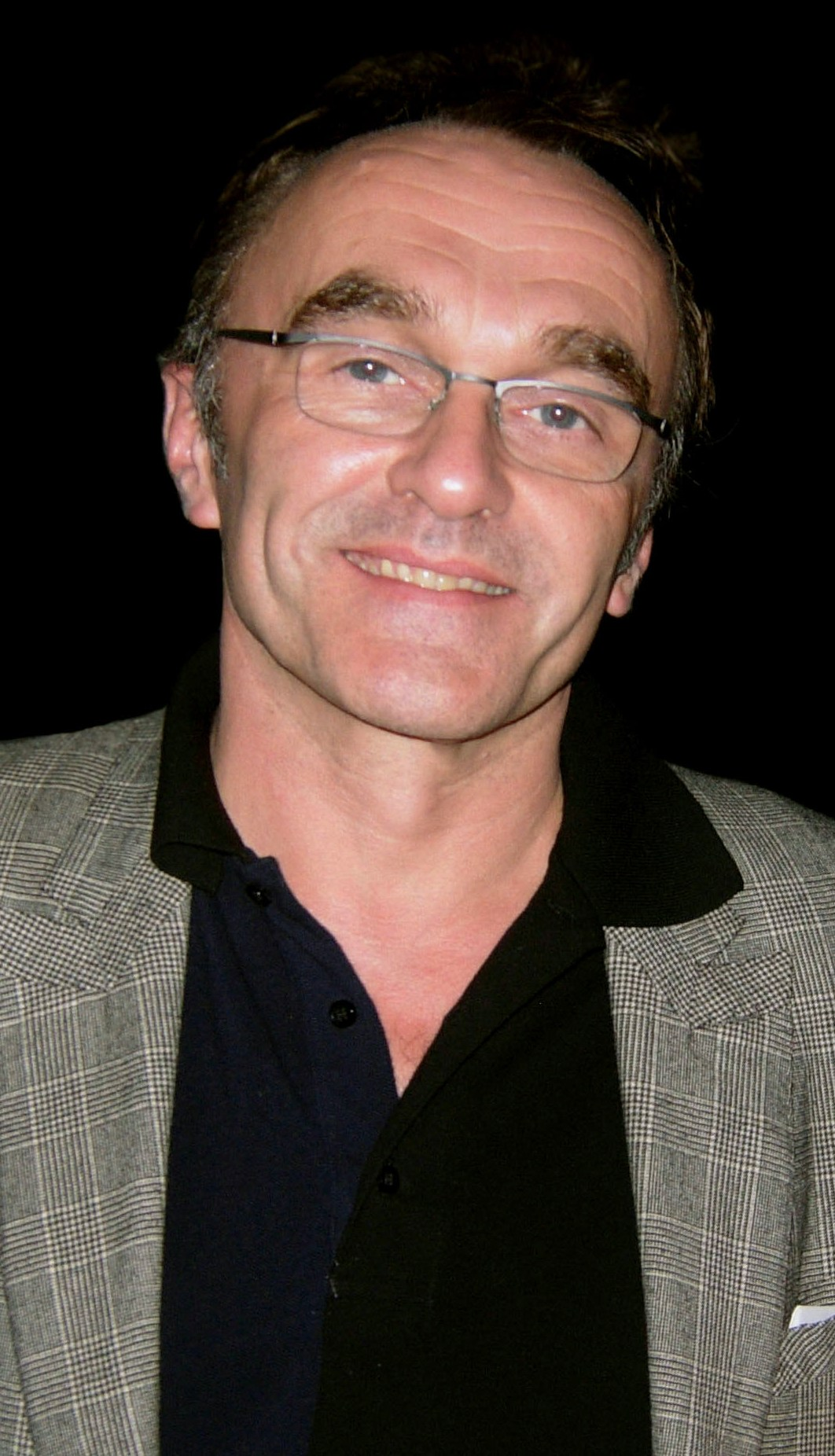
丹尼·鮑伊获导演奖

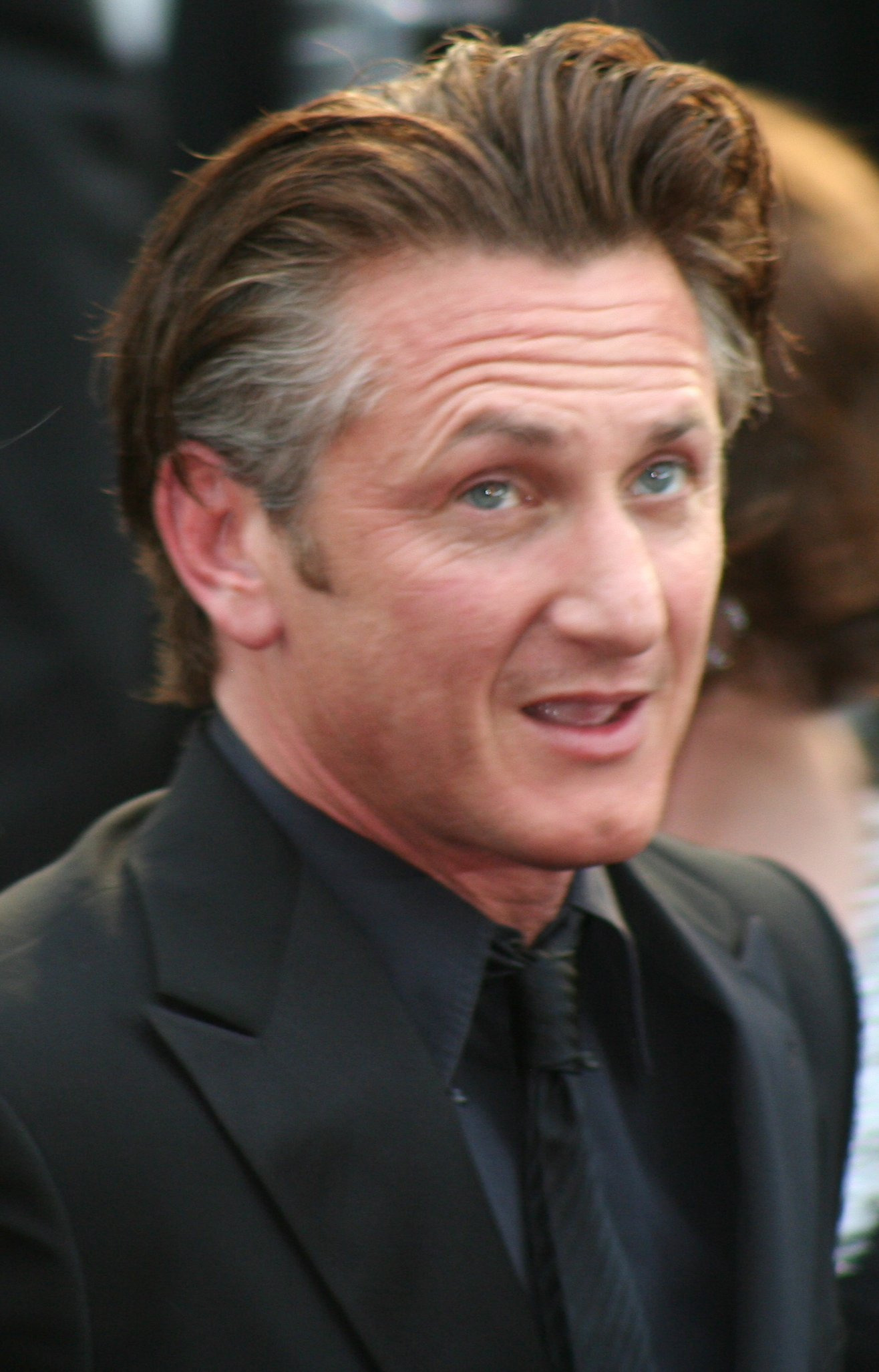
西恩·潘获男主角奖

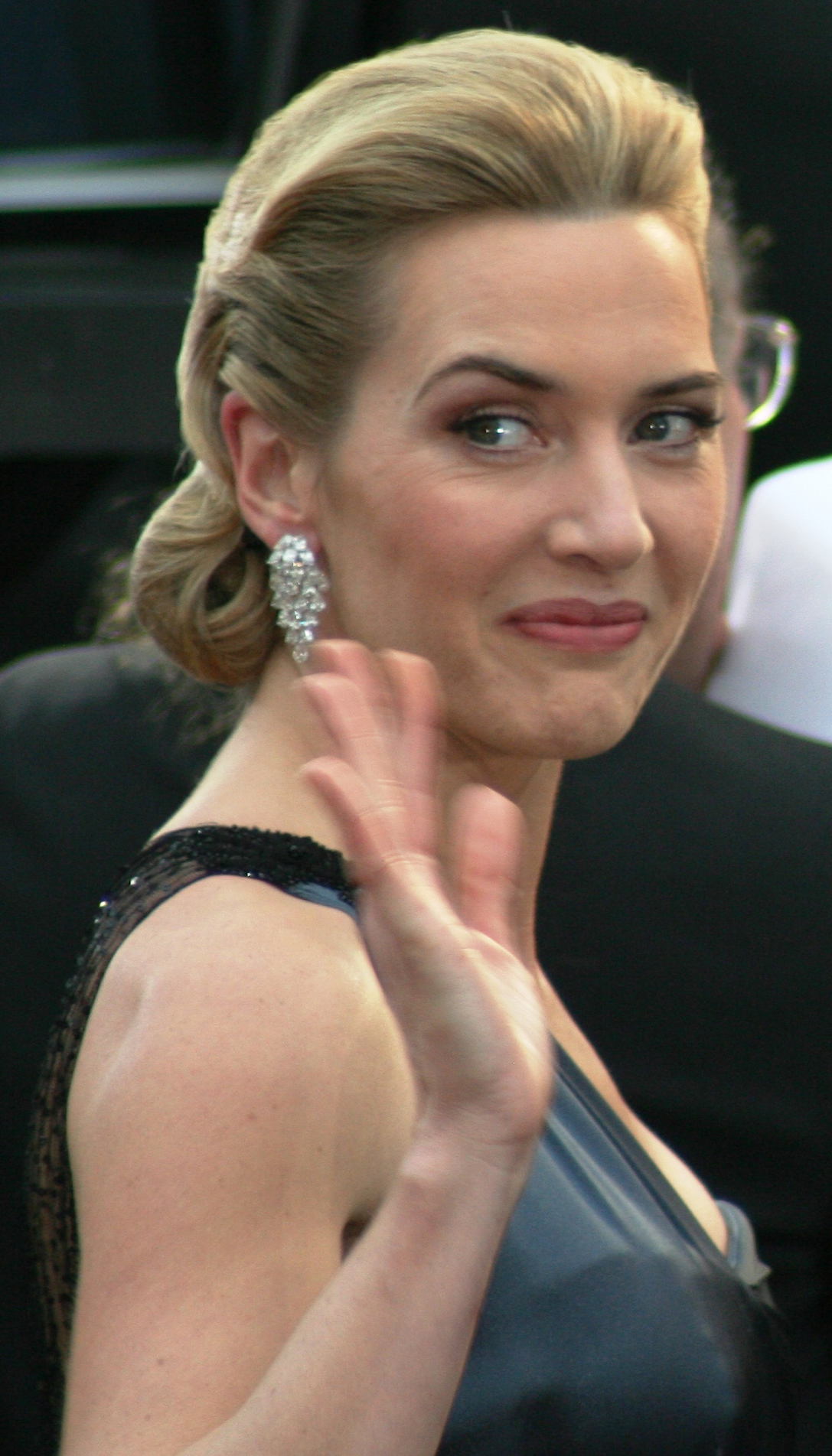
凯特·温丝莱特获女主角奖

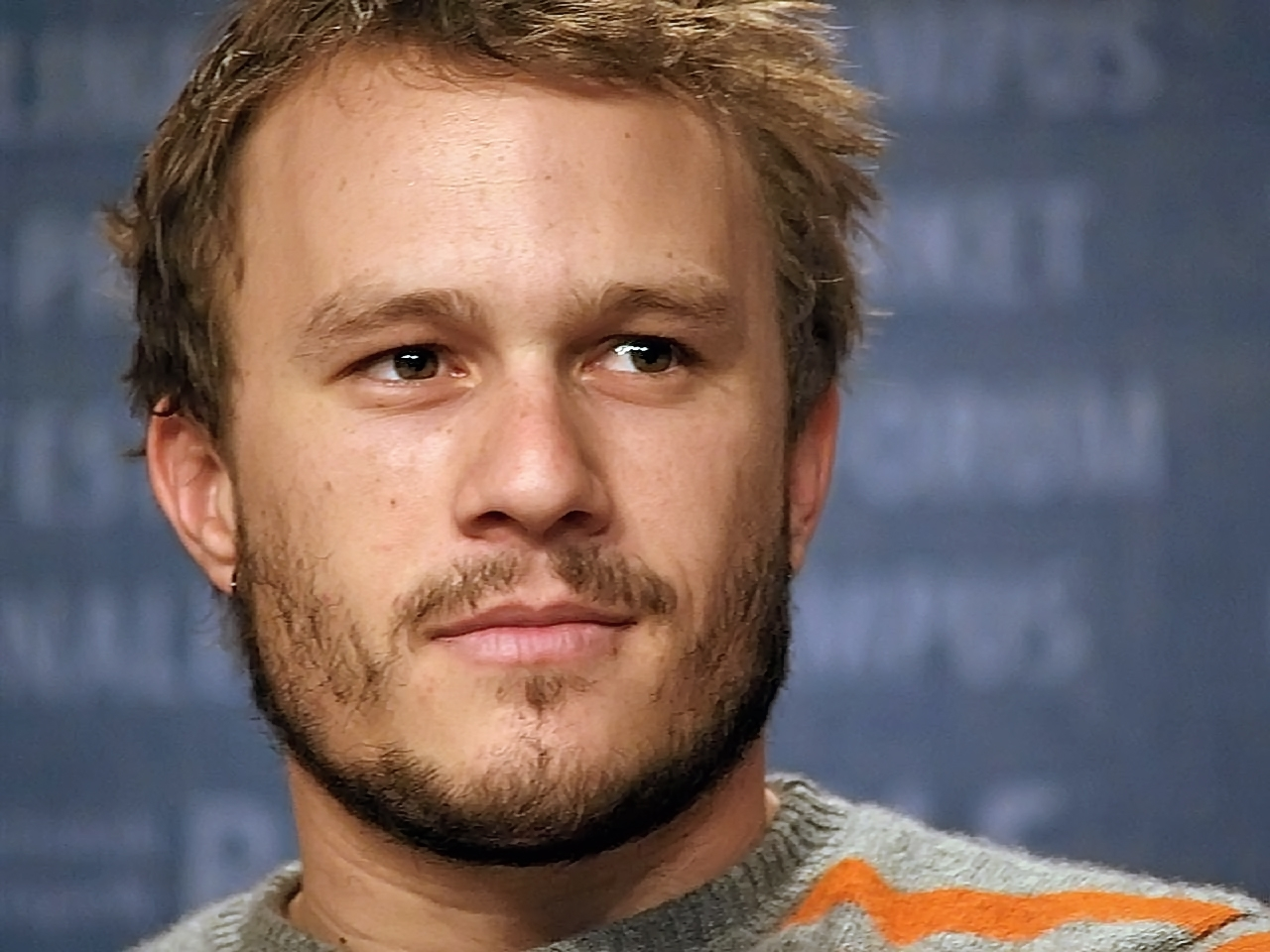
希斯·莱杰获男配角奖

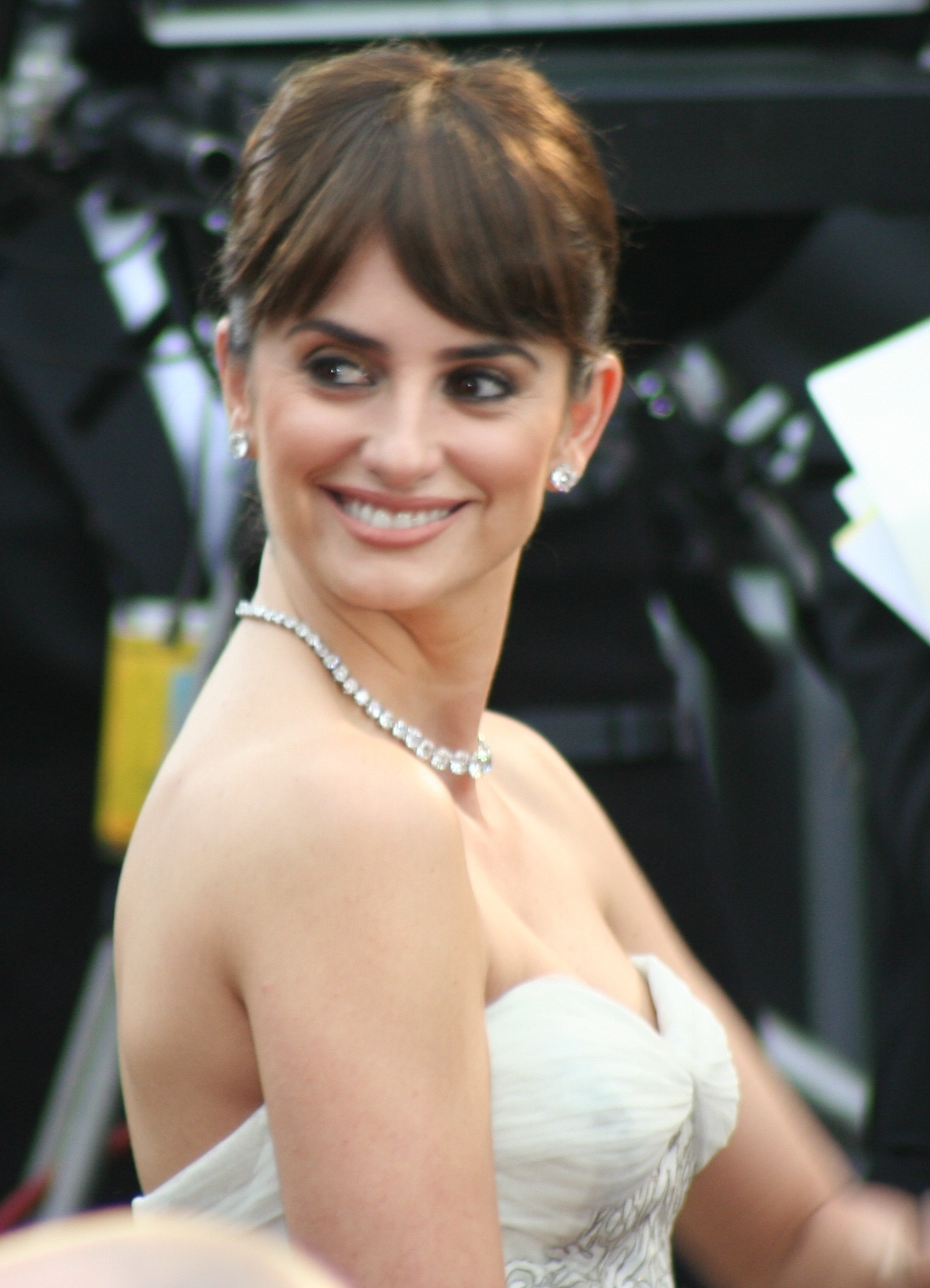
佩内洛普·克鲁兹获女配角奖

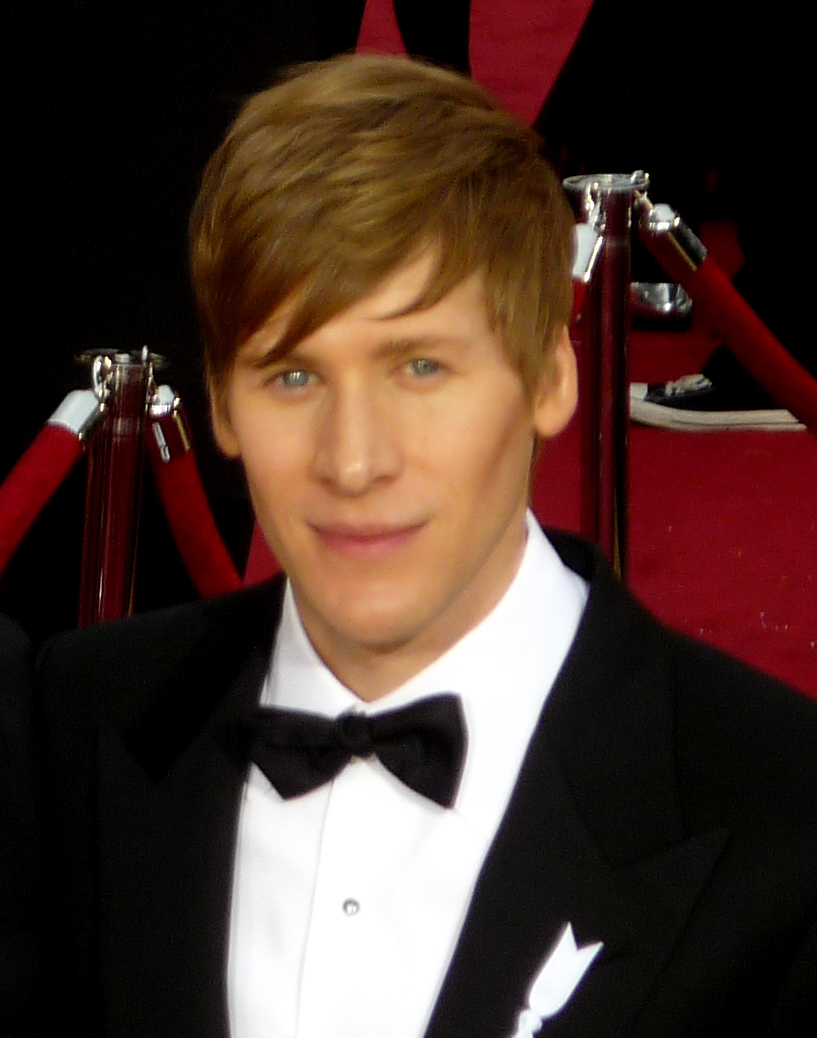
達斯汀·蘭斯·布雷克获原著剧本奖

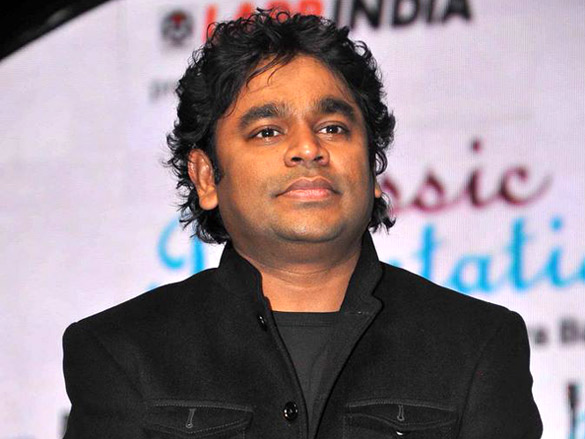
A·R·拉曼获原创配乐和原创歌曲奖

| - 《贫民窟的百万富翁》——克里斯蒂安·科尔森（Christian Colson） - 《本杰明·巴顿奇事》 ——凯瑟琳·肯尼迪、法蘭克·馬歇爾和肖恩·查芬（Sean Chaffin） - 《福斯特对话尼克松》——朗·侯活、白賴仁·基沙和艾瑞克·費納 - 《米尔克》——布鲁斯·科恩和丹·金克斯 - 《朗读者》——安东尼·明格拉、薛尼·波勒、唐娜·吉格里奥蒂（Donna Gigliotti）和雷德芒德·莫瑞斯（Redmond Morris） | - 丹尼·鮑伊——《贫民窟的百万富翁》 - 斯蒂芬·达尔德里——《朗读者》 - 大卫·芬奇——《本杰明·巴顿奇事》 - 朗·侯活——《福斯特对话尼克松》 - 葛斯·范·桑——《米尔克》 |
| 男主角 | 女主角 |
| - 西恩·潘——《米尔克》 - 理查德·詹金斯——《不速之客》 - 法蘭·朗基拿——《福斯特对话尼克松》 - 畢·彼特——《本杰明·巴顿奇事》 - 米基·洛克——《力挽狂瀾》 | - 凯特·温丝莱特——《朗读者》 - 安妮·海瑟薇——《瑞秋要出嫁》 - 安吉丽娜·朱莉——《陌生的孩子》 - 梅莉莎·李歐——《冰冻之河》 - 梅麗·史翠普——《聖訴》 |
| 男配角 | 女配角 |
| - 希斯·莱杰——《黑暗騎士》（死后获奖） - 佐斯·布連——《米尔克》 - 小勞勃·道尼——《開麥拉驚魂》 - 菲臘·西摩·荷夫曼——《聖訴》 - 迈克尔·珊农——《革命之路》 | - 佩内洛普·克鲁兹——《午夜巴塞罗那》 - 艾美·亞當斯——《聖訴》 - 维奥拉·戴维斯——《聖訴》 - 塔拉吉·P·汉森——《本杰明·巴顿奇事》 - 瑪麗莎·托梅——《力挽狂瀾》 |
| 原著剧本 | 原著改编 |
| - 《米尔克》——達斯汀·蘭斯·布雷克 - 《冰冻之河》——科特妮·亨特（Courtney Hunt） - 《无忧无虑》——麥克·李 - 《在布鲁日》——马丁·麦克唐纳 - 《瓦力》——安德鲁·斯坦顿、吉姆·里尔顿（Jim Reardon）和皮特·多克特 | - 《贫民窟的百万富翁》——西蒙·博福伊（Simon Beaufoy）改编自維卡斯·史瓦盧普的小说《Q & A》 - 《本杰明·巴顿奇事》——艾瑞克·罗斯和罗宾·史威考德（Robin Swicord）改编自弗朗西斯·斯科特·菲茨杰拉德的同名短篇小说 - 《虐童疑云》——尊·柏烈·尚尼改编自约翰·帕特里克·尚利的同名舞台剧 - 《福斯特对话尼克松》——彼得·摩根改编自彼得·摩根的同名舞台剧 - 《朗读者》——戴维·黑尔改编自本哈德·施林克的同名小说 |
| 动画长片 | 外语片 |
| - 《瓦力》——安德鲁·斯坦顿 - 《闪电狗》——克里斯·威廉斯（Chris Williams）和拜伦·霍华德（Byron Howard） - 《功夫熊猫》——马克·奥斯本和约翰·韦恩·史蒂文森 | - 《入殓师》（日本，日语——瀧田洋二郎） - 《和巴什尔跳华尔兹》（以色列，希伯来语——阿里·福尔曼） - 《复仇》（奥地利，德语——格茨·斯皮尔曼） - 《围墙之间》（法国，法语——洛宏·康鐵） - 《巴德尔和迈因霍夫集团》（德国，德语——乌利·艾德） |
| 纪录片 | 纪录短片 |
| - 《走钢丝的人》——詹姆斯·马什 - 《背叛》——艾伦·库拉斯（Ellen Kuras） - 《在世界尽头相遇》——韋納·荷索 - 《花园》——斯科特·哈密尔顿·肯尼迪（Scott Hamilton Kennedy） - 《水之患》——卡尔·迪尔和蒂亚·莱辛 | - 《微笑的苹吉》——梅根·麦兰（Megan Mylan） - 《纳门的良知》——史蒂文·冈崎 - 《最后一英寸》——艾琳·泰勒·布罗德斯基 - 《306房阳台的目击者》——亚当·佩特罗斯基（Adam Pertovsky） |
| 真人短片 | 动画短片 |
| - 《玩具岛》——约亨·亚历山大·弗里丹克 - 《在线》（Auf der Strecke）——雷托·加菲（Reto Caffi） - 《马路上的玛侬》（Manon sur le bitume）——伊丽莎白·马尔（Elizabeth Marre）和奥利维尔·邦特（Olivier Pont） - 《新生》（New Boy）——斯特夫·格林（Steph Green）和塔玛拉·安盖（Tamara Anghie） - 《小猪》（Grisen）——泰维·马格努松（Tivi Magnusson）和多特·休（Dorte Høgh）                                                                   | - 《回憶積木屋》——加藤久仁生 - 《便所爱情故事》（Уборная история - Любовная история）——康斯坦汀·布朗兹 - 《章鱼的爱情》——艾穆德·莫克伯里（Emud Mokhberi）和蒂埃里·马尔尚（Thierry Marchand） - 《魔术师和兔子》——道格·斯威特兰德 - 《厄运葬礼》——阿兰·史密斯（Alan Smith）和亚当·福克斯（Adam Foulkes） |
| 原创配乐 | 原创歌曲 |
| - 《贫民窟的百万富翁》——A·R·拉曼 - 《本杰明·巴顿奇事》——亚历山大·德斯普拉 - 《反抗军》——詹姆斯·紐頓·霍華 - 《米尔克》——丹尼·葉夫曼 - 《瓦力》——湯瑪斯·紐曼 | - “”（《贫民窟的百万富翁》插曲）——作曲：A·R·拉曼，作词：古勒扎尔 - “”（《瓦力》插曲）——作曲：彼得·蓋布瑞爾和湯瑪斯·紐曼，作词：彼得·蓋布瑞爾 - “”（《贫民窟的百万富翁》插曲）——词曲：A·R·拉曼和M.I.A. |
| 音效剪辑 | 音效 |
| - 《黑暗骑士》——理查德·金（Richard King） - 《鋼鐵人》——弗兰克·尤尔纳（Frank Eulner）和克里斯托弗·博伊斯 - 《贫民窟的百万富翁》——汤姆·塞耶斯（Tom Sayers）和格倫·弗里曼特爾 - 《瓦力》——本·贝尔特和马修·伍德 - 《刺客聯盟》——华利·史帝文                                                                                            | - 《贫民窟的百万富翁》——雷苏尔·普卡迪、理查德·普莱克和伊恩·塔普 - 《本杰明·巴顿奇事》——大卫·帕克、迈克尔·斯曼内科、伦·克莱斯（Ren Klyce）和马克·韦恩加滕 - 《黑暗骑士》——罗拉·希尔施贝格、加里·瑞佐和埃德·诺维克 - 《瓦力》——汤姆·迈尔斯（Tom Myers）、迈克尔·斯曼内科和本·贝尔特 - 《通缉令》——克里斯·詹金斯、弗兰克·蒙塔诺和帕特·弗里奇（Petr Forejt）                                        |
| 艺术指导 | 摄影 |
| - 《本杰明·巴顿奇事》——唐纳德·格雷厄姆·伯特（Donald Graham Burt）和维克多·J·佐尔弗（Victor J. Zolfo） - 《换子疑云》——詹姆斯·J·村上（James J. Murakami）和格里·弗提斯（Gary Fettis） - 《黑暗骑士》——内森·克劳利（Nathan Crowley）和彼得·兰多（Peter Lando） - 《浮華一世情》——迈克尔·卡林和丽贝卡·阿尔威（Rebecca Alleway） - 《革命之路》——克里斯蒂·吉（Kristi Zea）和黛布拉·舒特（Debra Schutt）                          | - 《贫民窟的百万富翁》——安东尼·多德·曼妥 - 《换子疑云》——湯·史頓 - 《本杰明·巴顿奇事》——克劳迪奥·米兰达 - 《黑暗骑士》——禾利·費斯達 - 《朗读者》——克里斯·门格斯和罗杰·狄金斯 |
| 化妆 | 服装设计 |
| - 《本杰明·巴顿奇事》——格里格·坎农（Greg Cannom） - 《黑暗骑士》——小约翰·卡格里欧尼（John Caglione, Jr.）和康纳尔·奥沙利文 - 《地獄怪客2：金甲軍團》——迈克·埃利萨尔德（Mike Elizalde）和汤姆·弗劳兹（Thom Floutz） | - 《浮華一世情》——迈克尔·奥康纳 - 《澳大利亞》——凯瑟琳·马丁 - 《本杰明·巴顿奇事》——杰奎琳·韦斯特 - 《米尔克》——丹尼·格里克（Danny Glicker） - 《革命之路》——艾伯特·沃斯基 |
| 剪辑 | 视觉效果 |
| - 《贫民窟的百万富翁》——克里斯·狄更斯 - 《本杰明·巴顿奇事》——柯克·巴克斯特和安格斯·瓦尔 - 《黑暗骑士》——李·史密斯 - 《福斯特对话尼克松》——迈克·希尔和丹尼尔·P·汉利 - 《米尔克》——埃利奥特·格雷厄姆                                                                                                | - 《本杰明·巴顿奇事》——埃里克·巴尔巴（Eric Barba）、史蒂夫·普里格（Steve Preeg）、伯特·道尔顿（Burt Dalton）和克莱格·巴朗 - 《黑暗骑士》——尼克·戴维斯（Nick Davis）、克里斯·科伯尔德（Chris Corbould）、蒂姆·韦伯（Tim Webber）和保罗·富兰克林（Paul Franklin） - 《钢铁侠》——约翰·尼尔森（John Nelson）、本·斯诺（Ben Snow）、丹·苏迪克（Dan Sudick）和肖恩·马汉 |

### 简·赫尔索特人道精神奖
- 杰瑞·刘易斯[21]

## 提名和获奖大户
| 提名数量 | 片名                 |
| -------- | -------------------- |
| 13       | 《本杰明·巴顿奇事》  |
| 10       | 《贫民窟的百万富翁》 |
| 8        | 《黑暗骑士》         |
| 8        | 《米尔克》           |
| 6        | 《瓦力》             |
| 5        | 《虐童疑云》         |
| 5        | 《福斯特对话尼克松》 |
| 5        | 《朗读者》           |
| 3        | 《换子疑云》         |
| 3        | 《革命之路》         |
| 2        | 《浮華一世情》       |
| 2        | 《冰冻之河》         |
| 2        | 《钢铁侠》           |
| 2        | 《刺客聯盟》         |
| 2        | 《摔角王》           |

| 获奖数量 | 片名                 |
| -------- | -------------------- |
| 8        | 《贫民窟的百万富翁》 |
| 3        | 《本杰明·巴顿奇事》  |
| 2        | 《黑暗骑士》         |
| 2        | 《米尔克》           |

## 颁奖和表演嘉宾
下列人士出场颁发了奖项或表演节目。

### 颁奖嘉宾（按出场顺序排列）
| 姓名                                                                    | 颁奖                                                        |
| ----------------------------------------------------------------------- | ----------------------------------------------------------- |
| 吉娜·塔特尔                                                             | 第81届奥斯卡颁奖典礼广播员                                  |
| 乌比·戈德堡 歌蒂·韓 安杰丽卡·休斯顿 爱娃·玛丽·森特 蒂達·史雲頓          | 颁发女配角奖                                                |
| 蒂娜·菲 史提夫·馬丁                                                     | 颁发原著剧本奖和原著改编奖                                  |
| 詹妮弗·安妮斯顿 傑克·布萊克                                             | 引出2008年动画电影简介片断 颁发动画短片奖和动画长片奖       |
| 丹尼尔·克雷格 莎拉·潔西卡·帕克                                          | 颁发艺术指导奖、服装设计奖和化妆奖                          |
| 罗伯特·帕丁森 阿曼達·西耶弗里德                                         | 引出2008年浪漫电影简介片断                                  |
| 娜塔莉·波特曼 班·史提勒                                                 | 颁发摄影奖                                                  |
| 杰西卡·贝尔                                                             | 引出科技成果奖和戈登·E·索耶奖                               |
| 詹姆斯·弗兰科 塞斯·羅根 亞努斯·卡明斯基                                 | 颁发真人短片奖                                              |
| 艾伦·阿金 小库珀·古丁 乔尔·格雷 奇雲·格連 克里斯多福·沃肯               | 颁发男配角奖                                                |
| 比尔·马厄                                                               | 颁发纪录片奖和纪录短片奖                                    |
| 威尔·史密斯                                                             | 颁发音效剪辑奖、音效奖、剪辑奖和视觉效果奖                  |
| 艾迪·墨菲                                                               | 颁发简·赫尔索特人道精神奖                                   |
| 扎克·埃夫隆 艾莉西亚·凯斯                                               | 颁发原创配乐奖、原创歌曲奖 引出原创歌曲奖提名作品的特别演出 |
| 芙蕾达·平托 連恩·尼遜                                                   | 颁发外语片奖                                                |
| 拉蒂法女皇                                                              | 引出纪念过去一年逝世电影人的环节                            |
| 瑞茜·威瑟斯彭                                                           | 颁发导演奖                                                  |
| 哈莉·贝瑞 瑪莉安·歌迪雅 妮可·基嫚 索非娅·罗兰 莎莉·麥克琳               | 颁发女主角奖                                                |
| 艾德里安·布洛迪 邁克爾·道格拉斯 罗伯特·德尼罗 安東尼·霍普金斯 本·金斯利 | 颁发男主角奖                                                |
| 史蒂芬·斯皮尔伯格                                                       | 颁发最佳影片奖                                              |

### 现场表演（按出场顺序排列）
| 姓名                                                                                             | 角色     | 表演内容 |
| ------------------------------------------------------------------------------------------------ | -------- | --- |
| 迈克·吉亚奇诺                                                                                    | 音乐编排 | 管弦乐 |
| 休·杰克曼 安妮·海瑟薇                                                                            | 表演者   | 开场歌舞 |
| 休·杰克曼 碧昂絲·諾利斯 柴克·艾弗隆 凡妮莎·哈金斯 阿曼達·西耶弗里德 多米尼克·库珀 特洛伊精神乐队 | 表演者   | 《礼帽》插曲“” 《萬花嬉春》插曲《雨中哼唱》 《生命的旋律》插曲“” 《西区故事》插曲“” 《油脂》插曲“” 《音乐之声》插曲“” 《芝加哥》插曲“” 《情陷紅磨坊》插曲“” 《夢幻女郎》插曲“” 《髮膠明星夢》插曲“” 《万世巨星》插曲“” 《贤妻乐坊》插曲“” 《歌舞青春3：畢業季》插曲“” 《妈妈咪呀》插曲“” 《贝隆夫人》插曲《阿根廷，别为我哭泣》 《绿野仙踪》插曲“” 《西区故事》插曲“” |
| A·R·拉曼                                                                                         | 表演者   | 《贫民窟的百万富翁》插曲“” |
| 约翰传奇 索韦托福音合唱团                                                                        | 表演者   | 《瓦力》插曲“” |
| A·R·拉曼 拉克斯米·艾耶                                                                           | 表演者   | 《贫民窟的百万富翁》插曲“” |
| 拉蒂法女皇                                                                                       | 表演者   | 在纪念过去一年中逝世业内人士的环节中演唱“” |

## 典礼资讯

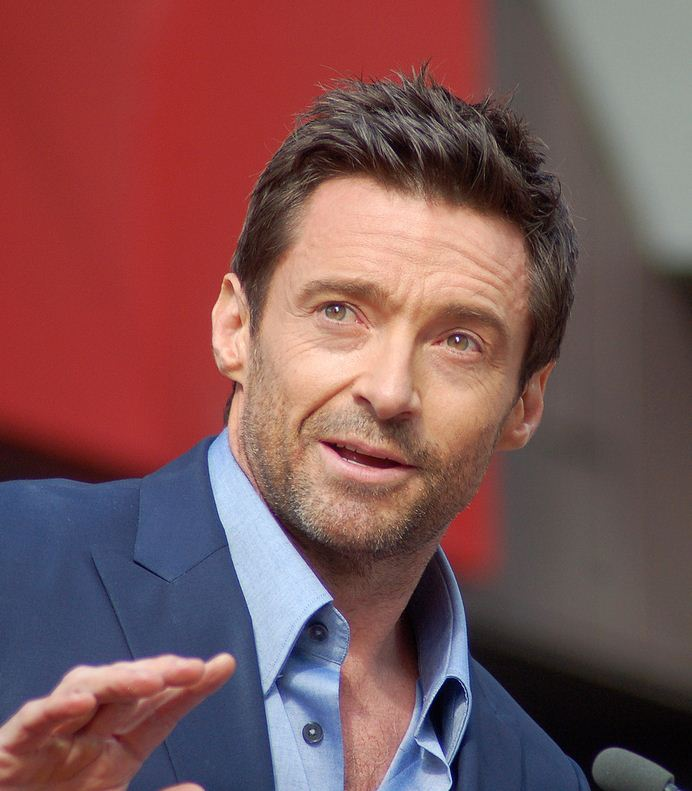
休·杰克曼担任第81届奥斯卡颁奖典礼的主持人

由于过去几届奥斯卡颁奖典礼的收视观众人数有所下降，美国电影艺术与科学学院于是与全新的制作团队签约，希望重振奖项和晚会的声威。2008年9月，学院选择了制片人比尔·康顿和劳伦斯·马克共同负责本期典礼的电视转播。近三个月后，男演员休·杰克曼获选成为本届盛会的主持人，他之前曾从2003年至2005年连续主持了三届托尼奖颁奖典礼。颁奖典礼开始前几天，杰克曼表示自己对其充满期待，很高兴可以参加晚会的筹备工作。
典礼一个显著的变化是将电视转播引入到制作中。为了给奖项增加悬念，引起观众的好奇心，康顿和马克宣布所有颁奖和表演嘉宾的身份都将予以保密。本届颁奖典礼的另一个特色就是管弦乐团将直接在舞台上演奏曲目，而不是像以往那样处在舞台下的一个地下室中。另一个与往届不同的是，演员表演类奖项将请来该奖项的以往五位获奖者颁奖，而不再是只有一或两位。学院还宣布自奥斯卡颁奖典礼开始通过电视转播以来，电影公司将首次获准在节目中插播广告来宣布即将上映的电影，此外，晚会的电视转播结束并播出字幕时，将会播出一个2009年即将上映新片的蒙太奇。
另外还有多人参与了颁奖典礼的制作。克里斯·哈里森主持了“通向奥斯卡之路”（Road to the Oscars），这是个奥斯卡颁奖典礼网站上的幕后视频博客，每周都会更新。大卫·罗克韦尔为晚会设计了新的装饰和舞台。电影历史学家兼作家罗伯特·奥斯本在好莱坞和高地中心迎接来宾进入会场。电影导演贾德·阿帕图拍摄了一个喜剧片断，其中有塞斯·羅根和詹姆斯·弗朗科回归表演他们在《菠萝快车》中的片断。导演巴茲·雷曼制作了一个歌舞表演曲目，向历史上的歌舞片致敬。
彼得·蓋布瑞爾原定将在颁奖典礼时上台演唱《瓦力》中获原创歌曲奖提名的片尾曲，但他在得知自己只能唱65秒钟后回绝了这次表演的机会。蓋布瑞爾仍然出席了典礼，但这首歌曲则改由歌手約翰傳奇和索韦托福音合唱团共同演唱。

### 提名电影票房表现
与之前几年的情况一样，本届奥斯卡金像奖提名作品也以低成本独立制片作品为主。不过还是有一部获最佳影片提名的电影在提名公布前就收获了超过1亿美元的票房，之前的一年则一部都没有。5部获最佳影片提名的电影在提名人布时的总票房成绩为1亿8670万6631美元，平均每部3734万1326美元。
截止提名公布时，《本杰明·巴顿奇事》是获最佳影片提名的五部电影中票房成绩最好的一部，其在美国的收入为1亿零438万8850美元，排在第二位的是收入4471万1799美元的《贫民窟的百万富翁》，其后分别是收入2065万5400美元的《米尔克》，收入888万8701美元的《福斯特对话尼克松》和收入806万1881美元的《朗读者》。在2008年美国电影票房前50强的电影中，有9部电影获得了一共33项提名，其中《黑暗骑士》（冠军）、《瓦力》（第五名）、《功夫熊猫》（第六名）、《闪电狗》（第19位）、《热带惊雷》（第20位）和《本杰明·巴顿奇事》获得了最佳影片、导演、动画长片或编剧和表演类奖项提名，另外几位票房50强中获得提名的电影分别是《钢铁侠》（亚军）、《刺客联盟》（第16位）和《地狱男爵2：黄金军团》（第41位）。

### 伪造的获奖名单泄露事件
奖项投票结束后不久，互联网上出现了一个名单，声称是本届奥斯卡奖角逐的最终结果。名单声称有学院主席西德尼·甘尼斯的签名，称米基·洛克将夺得男主角奖，凯特·温丝莱特获女主角奖，艾美·亞當斯会赢得女配角奖，而男配角奖则属于希斯·莱杰，最佳影片奖得主是《贫民窟的百万富翁》。美国电影艺术与科学学院发言人莱斯利·昂格尔（Leslie Unger）之后透露，这份名单“完全是伪造的”，普华永道才刚刚开始点票。

### 专业评价
本届颁奖典礼获得的媒体评价褒贬不一，部分媒体给出了较为正面的评价。《今日美國》电视评论员罗伯特·比安科（Robert Bianco）对主持人休·杰克曼的评价一般，但称赞了两位制片人康顿和马克在没有牺牲好莱坞魅力的情况下让晚会有了更快速和亲密的感觉。《名利场》专栏作家朱利安·桑克顿（Julian Sancton）对杰克曼的主持给出高度评价，称奥斯卡颁奖典礼过去几年请的都是像喬恩·史都華、艾倫·狄珍妮和史提夫·馬丁这样爱说俏皮话，但却会影响节目光彩的主持人，今年终于找来一个愿意出力气流一身大汗的了。影评人罗杰·埃伯特也称赞了杰克曼的表现，称他是个很有魅力的主持人。而对于节目本身，埃伯特表示“这是我所看过最棒的奥斯卡颁奖典礼，而我看的也真是够多的了”。
其它部分媒体对节目的看法更为负面。《洛杉磯時報》专栏作家玛丽·麦克纳马拉（Mary McNamara）批评主持人杰克曼“抹杀了乌玛和奥普拉的所有回忆”，与大卫·莱特曼于1995年主持的第67届奥斯卡颁奖典礼所获负面评价较为类似。《时代》电视评论员詹姆斯·邦尼沃兹克（James Poniewozik）认为，杰克曼虽然很有魅力，但他并没有作出什么超越，也没有试图做到这一点。他还指出，节目中虽然有不少富娱乐性的瞬间，但总体上还是存在着节奏性的问题。《芝加哥論壇報》的莫琳·瑞恩（Maureen Ryan）形容整场节目就像是得了躁郁症，歇力想要带来一些老传统的魅力花招。她还批评表演类奖项多位颁奖嘉宾分别称赞提名人演技的做法减慢了节目的速度。

### 收视率和获奖
本届颁奖典礼通过美国广播公司在美国直播，其播出时段里平均有3694万观众收看，与去年创下历史新低的晚会相比提高了13%而所有曾观看部分播出时段节目的观众总数则有约6848万。根据尼尔森收视率调查的数据，本届颁奖典礼的成绩也高于去年，在18至49岁年龄段人群中有12.1%的收视率。
2009年7月，颁奖典礼获得了第61届黄金时段艾美奖的10项提名，并在两个月后成功获得了四项大奖，其中包括杰出编舞，杰出原创音乐和歌词，杰出电影剪辑短片和综艺、音乐或特别节目类杰出音效奖。

## 纪念
奥斯卡颁奖典礼上一年一度的“纪念”致敬环节旨在纪念过去一年中逝世的业内人士，本场晚会上的这一环节由女演员拉蒂法女皇引出，她还在这一过程中演唱了歌曲。
| - 賽德·查里斯 - 伯尼·麦克 - 巴德·斯通（Bud Stone） - 奥利·约翰斯顿 - 范·强生 - J·保罗·亨斯曼（J. Paul Huntsman） - 迈克尔·克莱顿 - 尼娜·弗彻 - 帕特·亨格尔 - 哈罗德·品特 - 查尔斯·H·约菲 - 市川崑 - 查尔斯·H·施内尔 - 艾比·曼 - 罗伊·谢德 - 大卫·沃特金 - 罗伯特·马利根 - 伊夫林·凯耶斯 - 理查德·威德马克 | - 克勞德·貝黎 - 迈拉·鲁米 - 艾萨克·海耶斯 - 伦纳德·罗森曼 - 里卡多·蒙特尔班 - 曼尼·法伯 - 罗伯特·多奎 - 朱爾斯·達辛 - 保羅·史高菲 - 约翰·迈克尔·海耶斯 - 沃伦·科旺 - 约瑟夫·H·卡拉乔洛（Joseph H. Caracciolo） - 斯坦·温斯顿 - 内德·坦南 - 詹姆斯·惠特摩 - 查尔顿·赫斯顿 - 安东尼·明格拉 - 薛尼·波勒 - 保罗·纽曼 |